# Noches de Casablanca
Noches de Casablanca es una coproducción hispano-francesa-italiana de drama estrenada en 1963, dirigida por Henri Decoin y protagonizada en los papeles principales por Sara Montiel, Maurice Ronet y Franco Fabrizi.

## Sinopsis
En 1942 un reducido grupo de miembros de la Resistencia Francesa elaboran un plan de ataque en la ciudad marroquí de Casablanca con el fin de acabar con el poder de la Alemania nazi en la ciudad. Mientras el oficial de la policía francesa Maurice Desjardins está distraído pasándoselo bien con unas cuantas chicas, un pequeño grupo de la Resistencia Francesa dispara a un hombre en el puerto, llevándose un maletín con importantes documentos sobre el Tercer Reich. Desde un piso de las cercanías, Andre Kuhn ve toda la operación a través de sus prismáticos. Se hace pasar por un hombre de negocios, pero realmente trabaja como espía para los alemanes, algo que ignora su novia Teresa Villar, una atractiva cantante española que trabaja en la sala de fiestas El Dorado y que, sin quererlo, se verá envuelta en el entramado.

## Reparto
- Sara Montiel como Teresa Vilar.
- Maurice Ronet como Maurice Desjardins.
- Franco Fabrizi como Barón Max von Stauffen.
- Leo Anchóriz como Lucien.
- Matilde Muñoz Sampedro
- José Guardiola como Pierrot.
- Gérard Tichy como Mayor.
- Tomás Blanco como André.
- José Riesgo como Miembro de la resistencia francesa.
- Naima Lamcharki
- Isarco Ravaioli
- Lorenzo Robledo
- Carlo Croccolo